# Centigramo
El centigramo es una unidad de masa del SI que equivale a la centésima parte de un gramo y también a la cienmilésima parte de un kilogramo. Es el segundo submúltiplo del gramo y el quinto del kilogramo.
Un centigramo es la sensibilidad de las balanzas de precisión usadas en los laboratorios.
Su abreviatura es cg.

## Equivalencias
1 centigramo es igual a:
- 10 mg
- 0,1 dg
- 0,01 g
- 0,001 dag
- 0,0001 hg
- 0,00001 kg